# المحايثة

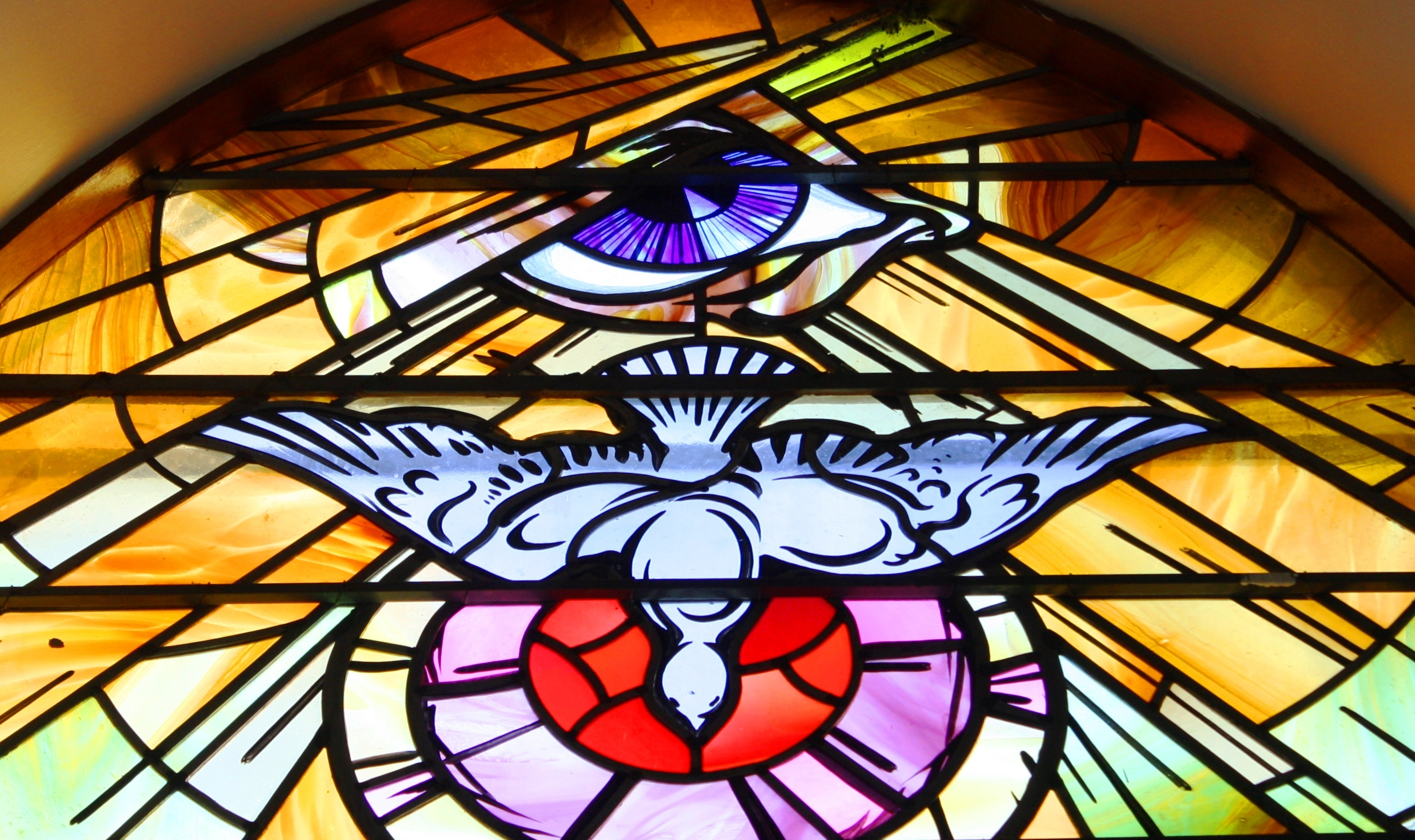

المحايثة في الأصل اللاتيني بمعنى يمكث في، وهو مفهوم من المفاهيم الرئيسية للفلسفة التأملية التقليدية والمدارس المثالية المعاصرة، والمصطلح بهذا المعنى يرجع إلى أرسطو، اما بمعناه الدقيق فقد استخدم أول مرة في الفلسفة المدرسية (السكولائية) في العصور الوسطى والمعنى المعاصر للمصطلح هو الذي قدمه كانط، والمحايثة في مقابل المفارقة المبادئ التي ينحصر تطبيقها ضمن حدود التجربة الممكنة "، و"النقد المحايث" هو نقد لفكرة ما أو نسق من الأفكار ينطلق من مقدمات الفكرة، أو النسق من الأفكار. والتاريخ المحايث للفلسفة هو تفسير مثالي للفلسفة على أنها عملية تحكمها فحسب قوانينها، وأنها ليست خاضعة لتأثير الاقتصاد والصراع الطبقي والوعي الاجتماعي.
- تعد كل بنية تشكيلية بمثابة نص بصري ذو توجهات ومفاهيم معينة، يقوم المتلقي بتفسيرها وقراءتها من خلال تفكيك محتواها واستدراكها في ذلك النص من خلال فك رموزه وتحليله ومحاولة فهم الخطاب الفكري الذي تولده، لذلك فهو ينشد التعاطي مع تلك المفاهيم والمعاني في محاولة منه لملاحظة العلامات وفك الرموز التي تبنها تلك البنية لتحليل الشفرات المكنونة فيها للوصول إلى قراءة أمثل لمداليلها المضمنة. فالمفاهيم التي يعتمد عليها المتلقي في محاولته لقراءة وفهم النص، تعتمد على جملة المكونات والمفردات الداخلة في البنية التشكيلية والتي يوردها مبدع العمل، مع التأكد من عزل قراءتنا النص وتخلصه من كل السياقات والمؤثرات الخارجية المحيطة به كمؤثرات اجتماعية وسياسية واقتصادية. وما إلى ذلك من مؤثرات، للوصول إلى استقلالية قراءة العمل بذاته دون تبعيته لما هو خارج حدود بنيته من فنان أو محيط، لأنها تشكل مؤثرات ضاغطة على قيمة الحكم للمتلقي، وهذا ما يمكن أن نقرأه كمفهوم محايث إذ أن المتلقي يلجأ إلى التحليل المحايث في قراءته للنص البصري، لأن التحليل المحايث كمفہوم يقصد به " البحث عن الشروط الداخلية المتحكمة في تكوين الدلالة واقصاء كل ما هو خارجي أحالي؛ أي أنه ينظر إلى المعنى على انه أثر ناتج عن شبكة من العلاقات الرابطة بين العناصر .

باتت كلمة محايثة متداولة عند الكثير من الباحثين والنقاد بل المثقفين وبالأخص الذين سعوا إلى البعد عن المؤثرات الخارجية للنص البصري، واعتبار المنجز الفني مكون من مجموعة من العناصر الداخلية المنتظمة التي تسيطر على بناء المنجز لتعطيه ماهيته وخصائصه الشكلية، ومن تفاعلها مع بعضها البعض تشكل بمجموعها نسقا كليا جدير باستقرائه ككل موحد. فكل عنصر من العناصر المشكلة للنص البصري يعد دال له مدلول معين يرتبط مع دلالة العناصر الأخرى ضمن بنية النص حيث يری دوسوسير" انه لا وجود للدال إلا بوجود المدلول (مثل وجهي الورقة الواحدة).أي عندما نقوم بالتحليل المحايث لأي نص بصري نقرا ألية اشتغال العناصر داخل النص البصري وبالتالي نقوم بقراءة الدال والمدلول لكل عنصر ضمن المنجز أي الصورة الصوتية الحسية للشكل أو العنصر ضمن النص (دال)، وفكرة أو مفہوم ذلك العنصر وليس أي شيء خارج عنه(مدلول). فمثلا شكل الشجرة ضمن المنجز لها صورة صوتية حسية مرتبطة بالحواس، أي إن المتلقي عندما يعاینها فهو يشاهدها أولا كصورة ومن ثم يستقرا اسمها ثانيا كلغة فهي تعد صورة صوتية حسية) تدعى (دال) وبالتالي يحاول إيجاد مفهوم أو فكرة هذه الشجرة ضمن النص البصري (مدلول) أي الاشتغال ضمن النص البصري حصرا، وعلاقتها مع باقي عناصر النص. "حيث لا يمكن فهم وظيفة الأجزاء إلا في علاقتها الاختلافية مع الكل فالأجزاء ليس لها معنى في حد ذاتها عندما ينظر إليها معزولة"، فلا قيمة لأفكار دون الدوال، ولا قيمة للدوال دون الأفكار وجميعها تترابط ضمن وحدة النص البصري ليبتها كخطاب بصري، فيقوم التحليل المحايث" في البحث عن الشروط المتحكمة في تكوين الدلالة، واقصاء كل ما هو خارجي إيحائي؛ أي أنه يجب أن ينظر إلى المعنى على انه أثر ناتج من العلاقات الرابطة بين العناصر". والمتلقي هنا يعمل على فك شفرات النص الدال والمدلول حتى يستطيع قراءة النص ككل متكامل والغور في الخطاب الجمالي لذلك المنجز، بغية استنطاق النص واستخراج مكنونه من خلال تتبعه للرمز والوصول إلى دلالاته بدراسة تركيب النص البصري، ودراسة العناصر ضمن حدود العلاقة القائمة فيما بينها، أي "دراسة هذه العناصر، وكشف أنساق العلاقات بينهما، ورؤية العنصر في سياق النص، يمكن أن يصل إلى ما يحكم هذه العلاقات ".
مفهوم المحايثة في الفلسفة المثالية الحديثة ( كانط)
وقد اكتسبت هذه الكلمة دلالة اصطلاحية في الفلسفة المثالية الحديثة لدى كانط الذي استعملها مقابل المفارقة للدلالة على حضور الشيء في ذاته وهكذا يدل لفظ المحايثة على الكمون على وجود شيء ما في شيء آخر ، وهو بهذا المعنى مقابل للفظ المفارقة أو التعالي والشيء الكامن في شيء آخر هو الذي يكون موجود بصورة ضمنية ولا ينتج فيه بفعل خارجي وفي لغة المدرسين في القرون الوسطى ، والعصر الحديث ، الفعل الكامن مقابل الفعل المتعدي .